# 常呂テレビ中継局
常呂テレビ中継局（ところテレビちゅうけいきょく）は、北海道北見市の旧常呂郡常呂町域に設置されているテレビ中継局である。

## 中継局概要

### デジタルテレビ放送
| リモコン 番号 | 放送局名             | チャンネル 番号 | 空中線 電力 | ERP  | 偏波面   | 放送対象地域 | 放送区域内 世帯数 | 運用開始日      |
| ------------- | -------------------- | --------------- | ----------- | ---- | -------- | ------------ | ----------------- | --------------- |
| 1             | HBC 北海道放送       | 42              | 10mW        | 74mW | 垂直偏波 | 北海道       | 約600世帯         | 2010年 12月24日 |
| 2             | NHK 北見教育         | 37              | 10mW        | 74mW | 垂直偏波 | 全国         | 約600世帯         | 2010年 12月24日 |
| 3             | NHK 北見総合         | 40              | 10mW        | 74mW | 垂直偏波 | 北海道       | 約600世帯         | 2010年 12月24日 |
| 5             | STV 札幌テレビ放送   | 39              | 10mW        | 74mW | 垂直偏波 | 北海道       | 約600世帯         | 2010年 12月24日 |
| 6             | HTB 北海道テレビ放送 | 41              | 10mW        | 74mW | 垂直偏波 | 北海道       | 約600世帯         | 2010年 12月24日 |
| 7             | TVh テレビ北海道     | 38              | 10mW        | 74mW | 垂直偏波 | 北海道       | 約600世帯         | 2013年 2月20日  |
| 8             | UHB 北海道文化放送   | 43              | 10mW        | 74mW | 垂直偏波 | 北海道       | 約600世帯         | 2010年 12月24日 |

- 所在地： 北見市常呂町常呂[5]
- 放送区域： 北見市の一部[1][2][5]
- NHKには2010年10月15日、TVhを除く民放局には11月24日に予備免許が交付され[1]、いずれも12月8日に試験電波を発射[1]、12月24日に本免許が交付され[1][2]、同日本放送を開始した[1]。TVhには2011年12月4日に予備免許が交付され[1][3]、2012年1月14日に試験電波を発射[1]、2月20日に本免許が交付され[1]、同日本放送を開始した[1]。
- 民放局は当初、開局困難（自力建設困難）とされていた。TVhは当初、中継局を開設する予定がなかったが、北見市が2012年になって独自に予算をつけたため開設の運びとなった[6]。

### アナログテレビ放送
| チャンネル 番号 | 放送局名             | 空中線 電力         | ERP                  | 偏波面   | 放送対象地域 | 放送区域 内世帯数 | 運用開始日 |
| --------------- | -------------------- | ------------------- | -------------------- | -------- | ------------ | ----------------- | ---------- |
| 49              | HBC 北海道放送       | 映像100mW/ 音声25mW | 映像910mW/ 音声230mW | 垂直偏波 | 北海道       | -                 | -          |
| 51              | NHK 北見総合         | 映像100mW/ 音声25mW | 映像910mW/ 音声230mW | 垂直偏波 | 北海道       | -                 | -          |
| 53              | UHB 北海道文化放送   | 映像100mW/ 音声25mW | 映像910mW/ 音声230mW | 垂直偏波 | 北海道       | -                 | -          |
| 55              | HTB 北海道テレビ放送 | 映像100mW/ 音声25mW | 映像910mW/ 音声230mW | 垂直偏波 | 北海道       | -                 | -          |
| 57              | STV 札幌テレビ放送   | 映像100mW/ 音声25mW | 映像910mW/ 音声230mW | 垂直偏波 | 北海道       | -                 | -          |
| 59              | NHK 北見教育         | 映像100mW/ 音声25mW | 映像910mW/ 音声230mW | 垂直偏波 | 全国         | -                 | -          |

- 所在地： デジタルテレビ放送に同じ
- 2011年7月24日をもってすべて廃止された。なお、TVhにはチャンネルが割り当てられていなかった。